# Beaumarquet à ailes jaunes
Pytilia hypogrammica
Espèce
Statut de conservation UICN

 LC  : Préoccupation mineure
Le Beaumarquet à ailes jaunes (Pytilia hypogrammica) est une espèce de passereaux appartenant à la famille des Estrildidae.